# Приключения Голубого Рыцаря
«Приключения Голубого Рыцаря» (пол. Przygody Błękitnego Rycerzyka) — польский детский телевизионный мультипликационный сериал, снятый в 1963−1965 годах на Студии рисованных фильмов в Бельско-Бяла режиссёром и сценаристом Л. Маршалеком. В 1963—1965 гг. было снято 13 серий.
В 1983 был выпущен полнометражный мультфильм. В советский прокат он вышел в 1985 году с дубляжом киностудии имени Александра Довженко.

## Сюжет
Сериал снят в традициях рыцарских баллад и романов. Действие мультфильмов разыгрывается в сказочном мире насекомых, населённом жуками, бабочками, гусеницами, в их королевстве имеется королева, принцесса, и, конечно, рыцарь с верным оруженосцем, совершающий подвиги во славу «прекрасной дамы».
Главный герой сказки — дух цветов, отважный благородный голубой эльф, воспевающий красоту Королевы бабочек, сражающийся со страшным Шершнем. За этот подвиг Королева посвящает его в рыцари. Теперь время за подвигами…

## Создатели
В создании сериала принимали участие Лехослав Маршалек, Лежек Мих, Станислав Дульц, Владислав Нехребецкий, Тадеуш Депа, Альфред Леввиг, Лешек Лорек, Здислав Кудла и другие.

## Список серий
1. Романтическое приключение / Romantyczna przygoda
2. Оруженосец / Giermek
3. Караван / Karawana
4. Колдун / Czarnoksiężnik
5. Маленький цветочек / Mały kwiatek
6. Первое путешествие / Pierwsza wyprawa
7. Божья коровка / Biedronka
8. Речные пираты / Piraci rzeczni
9. Грязнуля / Brzydula
10. Засада / Zasadzka
11. Замок-ловушка / Zamek pułapka
12. Перчатка / Rękawiczka
13. Ревнивый Шмель / Zazdrosny Trzmiel